# Buhahe

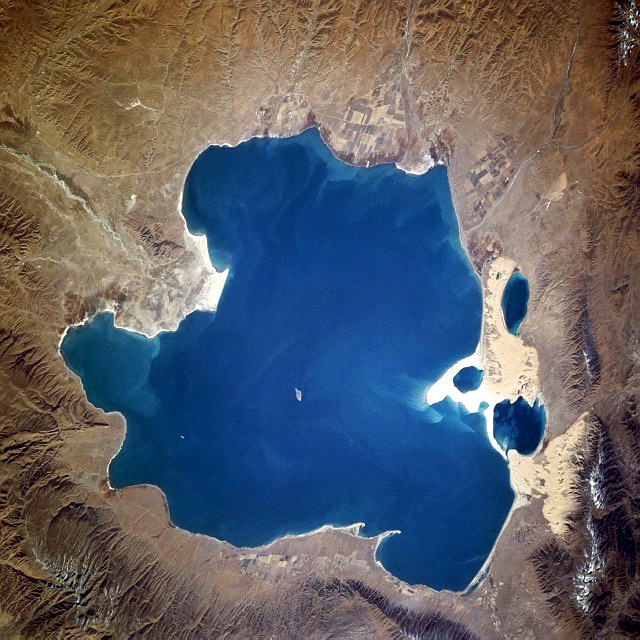
Der Buhahe mündet in den abflusslosen Qinghai-See, dem größten Salzsee in China. In dieser Satellitenaufnahme (Norden links) befindet sich der Buhahe im unteren, linken Viertel. Er fließt diagonal, von unten links in Richtung Bildmitte, durch ein weit in den See ragendes Delta.

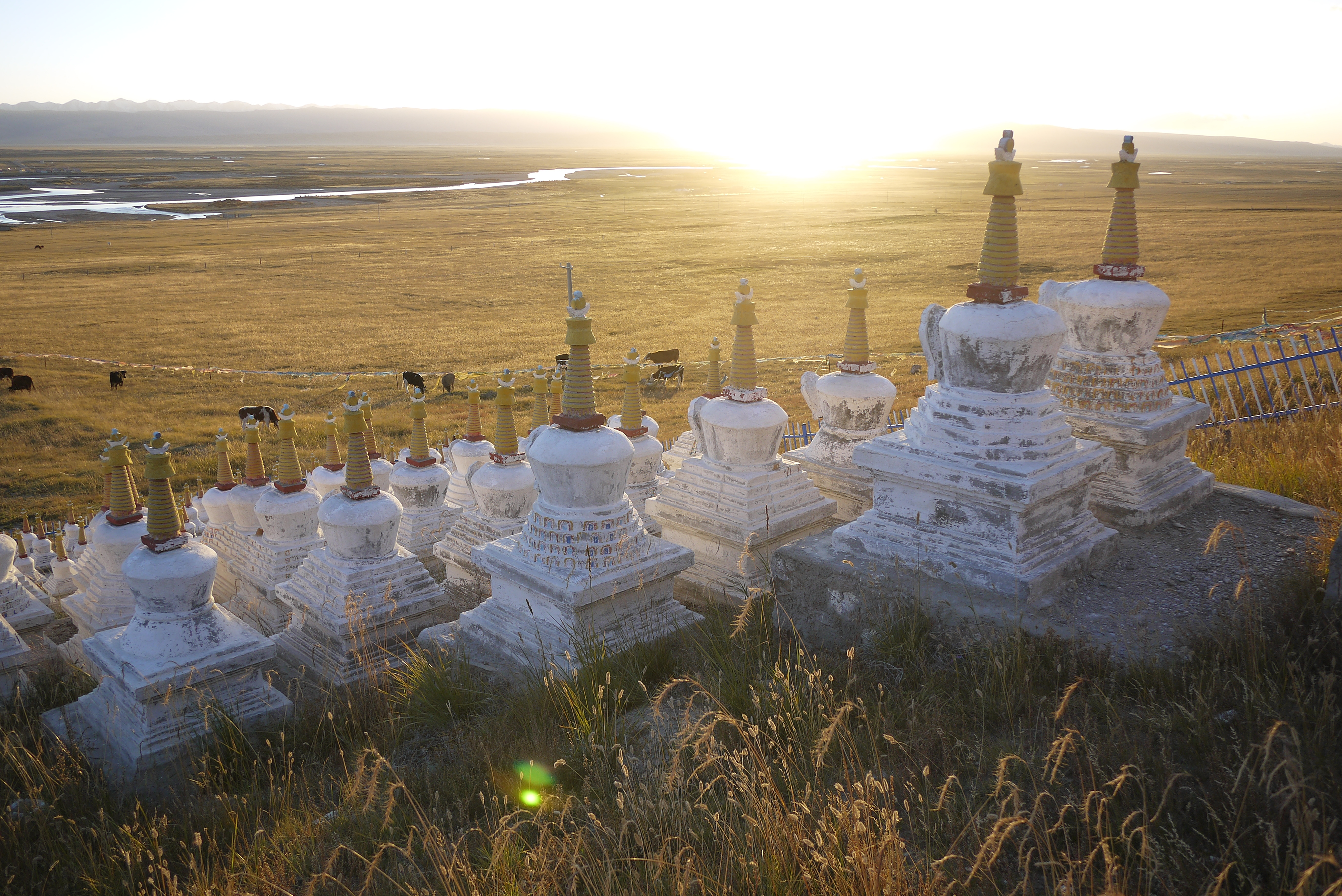
Blick vom Shatuo-Kloster auf die Ebene des Buhahe-Tals am Beginn des Deltas.

Der Buhahe ist ein endorheischer Binnenfluss im Qinghai-See-Becken, im nordwestlichen Tibethochland, in der Provinz Qinghai, in China.

## Beschreibung
Der Buhahe (chinesisch 布哈河, Pinyin Bùhā Hé – „Yak-Fluss“) ist ein Fluss an der Südseite des Qilian Shan, einem alpinen Gebirge am Nordostrand der Qinghai-Tibet-Hochebene. Von seiner Quelle (38° 15′ N, 98° 47′ O) in mehr als 4600 m Höhe ü. M., in der Gebirgskette des Shule Nanshan, fließt er ganzjährig über eine Strecke von 286 km, meist durch relativ flache fluviale Ebenen bis zu seiner Mündung in den Qinghai-See in 3194 m Höhe ü. M.
Er hat zahlreiche Zuflüsse, von denen die meisten ebenfalls aus dem Qilian Shan kommen. Die wichtigsten dieser Nebenflüsse sind der Xiarige Qu (37° 27′ N, 98° 41′ O) und der Yangkang Qu (陽康曲 / 阳康曲,  Yángkāng Qū, 37° 39′ N, 98° 36′ O).
Das lokale Klima am Buhahe ist semiarid. Es wird gekennzeichnet durch lange, kalte Winter, eine kurze frostfreie Periode, starke Winde und ein hohes Sonnenstrahlungsniveau. Die Jahresmitteltemperatur liegt bei −1,5 °C mit einer tiefsten gemessenen Temperatur von −40° C. Im Winter ist es trocken, Regen fällt meist zwischen Juni und September. Die mittleren Jahresniederschläge variieren zwischen 330 und 412 mm bei einer potenziellen Evaporation von 1200 bis 1300 mm. Die vier Jahreszeiten zeigen keine klare Trennung, jedoch ist der Zeitraum von Juni bis September die Vegetationsphase und Oktober bis Mai die Zeit der Vegetationsruhe. Die Landschaft am Buhahe ist hauptsächlich ein baumloses, alpines Grasland. Im Flusstal gibt es auch Sträucher. Der Buhahe hat keine Dämme und in seinem Einzugsgebiet gibt es größtenteils keine Störungen durch den Menschen. Es gibt dort Wildtiere wie Przewalski-Gazelle, Tibetgazelle, Wolf, Tibetfuchs und Schneeleopard.
Das Wassereinzugsgebiet des Buhahe von 14.337 km² Ausdehnung macht fast die Hälfte des gesamten Qinghai-See-Einzugsgebiets aus. Der Fluss mündet in einem Delta in den Qinghai-See. Mit einem Eintrag von durchschnittlich 900 Millionen Kubikmeter pro Jahr, trägt er mehr als 70 % des Wassers des Sees bei. Dabei transportiert er jährlich eine Sedimentfracht von durchschnittlich Fünfhunderttausend Tonnen zum See, wodurch sich das Flussdelta um zwei Kilometer pro Jahr verlängert und auch die Tiefe des Qinghai-Sees beständig abnimmt. So wurde die ursprünglich durch die Sedimente des Buhahe aufgeschüttete Insel Bird Island (鳥島 / 鸟岛,  Niǎo Dǎo – „Vogelinsel“) durch weitere Sedimentablagerungen, und einhergehend mit der Absenkung des Seepegels in den 1970er Jahren zur Halbinsel und ist heute Bestandteil des Deltas.